# Roland MT-32

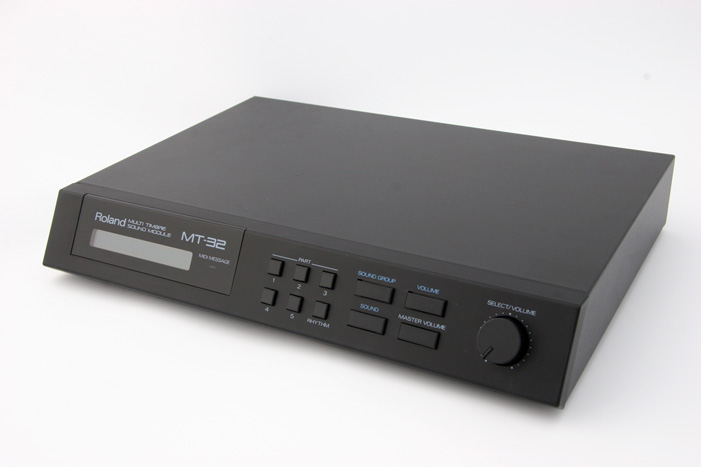
L'expandeur Roland MT-32

Le Roland MT-32 est un synthétiseur MIDI de type expandeur commercialisé à partir de 1987 par Roland Corporation.

## Caractéristiques
Tout comme son grand frère, le Roland D-50, il utilise la synthèse Linear Arithmetic, une synthèse basée sur des échantillons sonores (samples) combinés à une synthèse sonore soustractive, pour produire ses sons. Les samples sont utilisés pour les attaques et les percussions, tandis que la synthèse traditionnelle se charge de procurer aux sons une forme de sustain.
Le MT-32 comprend une bibliothèque de 128 sons (presets) et de 30 sons de percussion, qui peuvent être reproduits sur 8 canaux MIDI mélodiques et un canal pour les percussions (canal 10). Il offre également un effet de réverbération numérique. Ses descendants (voir plus bas) se sont vu adjoindre une bibliothèque de 33 sons supplémentaires. Mais à cause de l'absence d'échantillons de piano, il ne peut pas reproduire de sons de piano acoustique de manière convaincante.
Étant un synthétiseur plus qu'un simple périphérique de synthèse à table d'ondes, le MT-32 est relativement programmable. Les sons sont créés à partir de 4 partiels qui peuvent être combinés de plusieurs manières (y compris avec une modulation en anneau). Avec un total de 32 partiels disponibles, sa polyphonie dépend de la complexité des tons employés dans la musique qu'il reproduit ; ainsi, de 8 (4 partiels chacune) à 32 notes (1 partiel utilisé par note) peuvent être reproduites simultanément, d'où son nom.
Par défaut, le MT-32 ne reproduit pas de données sur le pourtant populaire canal MIDI n°1, et, de ce fait, les fichiers MIDI conçus pour lui ne l'utilisent pas : il utilise par défaut les canaux 2 à 9 pour les instruments mélodiques, et le canal 10 pour les percussions. Il est toutefois possible de reprogrammer la machine pour qu'elle reproduise des données sur les canaux 1 à 8 + 10, soit par le biais de messages MIDI SysEx (system exclusive), soit par une combinaison de touches directement sur le clavier du MT-32 (Master Volume + 5), ceci afin, par exemple, de pouvoir partiellement reproduire des fichiers en format General MIDI.

## Modèles
Trois déclinaisons majeures d'appareils compatibles MT-32 peuvent être distinguées :

### Première génération
- Les appareils de cette génération ne comportent pas de sortie casque.
- Le circuit sonore LA32 comporte une série de 80 broches.
- Le microprocesseur employé est un Intel C8095-90.
- Le DAC utilisé est un Burr-Brown PCM54 ; son signal d'entrée a une résolution de 15 bits (voir plus bas).

Les modèles de cette génération sont les suivants :
- MT-32 avec une carte mère (PCB) de révision 0, utilisée dans les modèles numérotés de 0 à 851 399 (le circuit PGA LA32 sera plus tard remplacé par un modèle plat à 100 broches)
- MT-32 avec une carte mère de révision 1 (ancien modèle), utilisée dans les modèles numérotés de 851 400 à 950 499.

### Seconde génération
- Une sortie casque est ajoutée.
- Le microprocesseur de contrôle est cette fois-ci un Intel P8098.
- Le DAC reste le même, mais utilise désormais une résolution d'entrée de 16 bits (voir plus bas).

Les modèles de cette génération sont les suivants :
- MT-32 avec une carte mère de révision 1 (nouveau modèle), utilisée dans les modèles numérotés à partir de 950 500.
- Roland MT-100 : une machine combinant les fonctionnalités du MT-32 avec celles du séquenceur matériel Roland PR-100.

Les modèles suivants comporteront tous 33 sons supplémentaires.
- Roland CM-32L : un module principalement destiné à être utilisé avec un ordinateur ("CM-" signifiant computer music), car il ne comporte qu'un bouton de volume et deux indicateurs de mise sous tension et de réception de messages MIDI. Sa commercialisation a débuté en 1989.
- Roland CM-64 : une combinaison du CM-32L avec le synthétiseur à échantillons CM-32P, la version "computer music" du Roland U-110. La partie CM-32P s'occupe de la reproduction de données MIDI sur les canaux non utilisés par la partie CM-32L.
- Roland LAPC-I: Une carte son au format ISA pour les ordinateurs de type IBM PC. Elle combine la technologie du MT-32 avec l'interface MIDI Roland MPU-401.

### Troisième génération
- Le DAC est désormais un Burr-Brown PCM55 (voir plus bas).
- Le vibrato est notoirement plus fort que sur les modèles précédents.

Les modèles de cette génération sont les suivants :
- Roland CM-32LN : une version spéciale du CM-32L pour les ordinateurs portables de la famille NEC PC-98, comprenant un connecteur spécial pour relier l'appareil au port d'extension à 110 broches présent sur ces modèles ordinateurs. Il a uniquement été commercialisé au Japon.
- Roland CM-500: une combinaison du CM-32LN avec le Roland CM-300, la version "computer music" du Roland SC-55, compatible avec la technologie Roland GS. Il a été commercialisé vers 1992.
- Roland LAPC-N: Une carte d'extension de type C-Bus pour les ordinateurs de la famille NEC PC-88 et NEC PC-98. Elle a uniquement été commercialisée au Japon.

## Qualité de son et problèmes de compatibilité

### Saturation
Le MT-32 et ses dérivés compatibles utilisent un DAC parallèle en 16 bits avec un taux d'échantillonnage (sampling rate) de 32 kHz. Afin d'améliorer le rapport signal-bruit sans avoir à investir dans des composants de meilleure qualité, le volume du signal numérique envoyé au DAC est doublé :
- pour la première génération de modules, le bit 14 (le plus haut) est supprimé et les bits restants sont regroupés sur la gauche, ce qui réduit la résolution effective à 15 bits.
- pour les générations suivantes, ce niveau de volume est atteint en forçant le circuit LA32 à envoyer des échantillons numériques avec une plus forte amplitude.

Dans les deux cas, cela produit un bruit de saturation assez strident lorsque des sons sont joués à fort volume.

### Erreur de non-linéarité différentielle
Le DAC utilisé dans les modules de première et seconde génération, le Burr-Brown PCM54, bien qu'étant censé être correctement équilibré en sortie d'usine, requiert un module d'équilibrage externe pour réduire lerreur de non-linéarité différentielle (ou DNL, Differential Non-Linearity Error).
Pour économiser sur les coûts, Roland n'a pas intégré ce type de circuit dans un premier temps, donnant de ce fait aux signaux reproduits à faible volume une sonorité métallique ou grunge. Bien que cette distorsion soit bien plus prononcée sur les premières versions du MT-32, là où le bit 0 du DAC est déconnecté à cause de la modification effectuée sur celui-ci (voir plus haut), cette sonorité est également audible sur les MT-32 et CM-32L de génération suivante.
En revanche, pour les modèles de troisième génération, Roland a utilisé le DAC Burr-Brown PCM55, directement équilibré en sortie d'usine, et qui, de ce fait, ne souffre pratiquement pas de cette erreur de non-linéarité différentielle au point de pouvoir entendre une altération du son.

### Dépassements de mémoire tampon (buffer overflows)
Les modèles de première génération, possédant des ROM de contrôle antérieures aux versions 2.00, requièrent un délai de 40 millisecondes entre les messages de type SysEx. Par conséquent, les jeux vidéo programmés pour être utilisés avec les modèles compatibles (voir plus haut) ou avec les modèles incorporant des ROM plus récentes (qui ne nécessitent pas de délai) peuvent ne pas fonctionner avec les modèles de première génération, qui peuvent alors ne pas reproduire correctement les sons, ou se bloquer purement et simplement.

## La musique dans les jeux PC
Le MT-32 a été fortement utilisé pour les jeux vidéo PC des années 1980 et du début des années 1990 afin d'offrir une alternative haut de gamme aux cartes son AdLib ou Sound Blaster, utilisées alors pour reproduire la musique et les effets sonores du jeu, offrant ainsi aux (heureux) possesseurs du MT-32 à l'époque, la possibilité de profiter d'une ambiance musicale de meilleure qualité au sein de leurs jeux vidéo sur PC. Sierra On-Line a été la première société de jeux vidéo PC à supporter le MT-32 avec son titre King's Quest IV ; elle s'est également chargée de la vente de l'appareil.
Toutefois, avec la popularisation du standard General MIDI, apparu en 1991, et son implémentation au sein des modèles de la famille Roland Sound Canvas (considérée comme référence en la matière) à partir de 1993, le support du MT-32 au sein des jeux vidéo sur ordinateur s'est considérablement amoindri en faveur du General MIDI, utilisé alors par un grand nombre de cartes son incorporant un synthétiseur à table d'ondes. De ce fait, plutôt que d'offrir un ensemble de musiques et de sons spécialement optimisés pour le MT-32, les jeux vidéo plus récents, lorsqu'ils supportaient encore le MT-32, se contentaient bien souvent de le reprogrammer afin qu'il puisse approximativement supporter et reproduire les musiques à la norme General MIDI Level 1.
Vous pouvez consulter cette liste de jeux vidéo compatibles avec le Roland MT-32 pour savoir quels sont les titres proposant un support pour cette famille de synthétiseurs.

## Emulation
En raison de la popularité du MT-32, périphérique de choix pour reproduire la musique des jeux PC de l'époque, beaucoup de cartes son plus récentes ont tenté de fournir un mode de compatibilité, un "mode émulation MT-32", consistant généralement en une banque de sons (comme les SoundFont sur les cartes Sound Blaster plus récentes) comprenant soit une panoplie d'instruments General MIDI arrangés de manière à correspondre approximativement à la banque de sons du MT-32, soit une collection de samples directement enregistrés à partir du synthétiseur d'origine. Cependant, les résultats sont souvent décevants, car la technologie utilisée par ces cartes ne restitue pas toujours les caractéristiques vintage ou old-school inhérentes à l'âge du synthétiseur d'origine (bruits, distorsions...) dont tirent parfois profit les musiciens les plus inventifs ; sans compter que bien souvent, la programmation de sons personnalisées (voir plus haut) n'est pas prise en charge avec une émulation.
Une exception à cette règle pourrait être représentée par la carte Orchid SoundWave 32 commercialisée par Orchid en 1994, dont le processeur de traitement numérique (DSP) permettait de reproduire plus fidèlement les caractéristiques des sons originaux.
Plus récemment, d'autres tentatives d'émulation de la synthèse LA sont apparues, sous forme logicielle, en utilisant des images des ROMs et échantillons d'origine. Parmi les plus abouties, on pourrait citer le projet open-source Munt, qui émule à l'heure actuelle la technologie du MT-32 par le biais d'un driver WDM pour Windows XP. Ce projet d'émulation a également été incorporé dans ScummVM, un interpréteur (moteur) open-source pour les jeux d'aventure LucasArts, à partir de la version 0.7.0. Munt est basé sur un projet d'émulation plus ancien, le MT-32 Emulation Project, qui a été la cause d'un court différend juridique avec Roland Corporation, qui, ayant commercialisé le MT-32, a revendiqué ses droits d'auteur (copyright) sur l'usage des données issues des images ROM requises (et utilisées) par l'émulateur.
Roland, de son côté, a récemment proposé à la vente ses propres émulations de ses synthétiseurs LA, plus particulièrement du D-50.